# Macropsis tasmaniensis
Macropsis tasmaniensis är en insektsart som beskrevs av Evans 1935. Macropsis tasmaniensis ingår i släktet Macropsis och familjen dvärgstritar. Inga underarter finns listade i Catalogue of Life.